# Anthurium rhodorhizum
Anthurium rhodorhizum är en kallaväxtart som beskrevs av Friedrich Ludwig Diels. Anthurium rhodorhizum ingår i släktet Anthurium och familjen kallaväxter. Inga underarter finns listade.